# Abak
Abak (tudi abakus) je enostavno mehansko računalo. Beseda izhaja iz perzijske besede za gladko peskovno površino. Abak so verjetno iznašli Babilonci okrog leta 2400 pr. n. št.